# Recreere

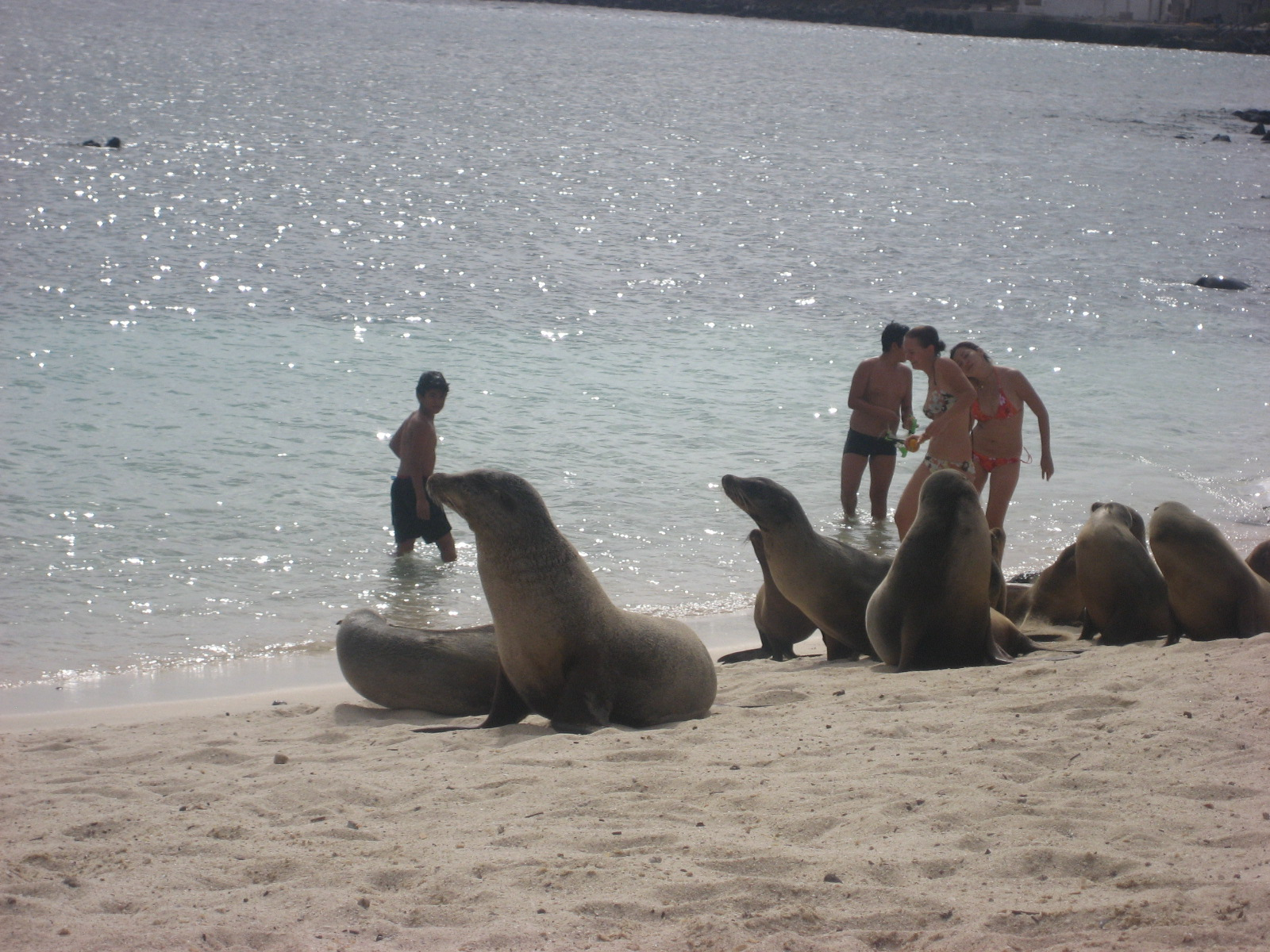
Oameni recreându-se

Recreerea este refacerea/recâștigarea puterii fizice și intelectuale de muncă în timpul liber,  adică reconstituirea capacității normale de desfășurare a unei activități profesionale. Ea are loc în perioada de timp care nu este dedicată activităților profesionale, casnice, de afaceri sau educaționale și este o perioadă de odihnă activă după acestea. 
Diferența între activitățile recreative și cele obligatorii sau necesare nu este strictă și depinde de fiecare persoană, așadar, a cânta, a dansa, a găti pentru unii poate fi o activitate făcută în scop recreativ în timp pentru unii pot fi sarcini profesionale. În timpul timpului liber multe persoane își ocupă timpul cu pasiuni, tabieturi. Odihna activă este un timp esențial pentru păstrarea sănătății fizice și psihice.
Petrecerea timpului în mod neplăcut sau dezorganizat și care duce la plictiseală, petrecerea unui timp îndelungat la televizor, în baruri, la calculator sau în pat (lenevire) nu se consideră recreere și nu are un impact pozitiv asupra sănătății.

## Activități de recreere
- practicarea unor sporturi, jocuri și mișcare, fotbal, tenis, fitness, alergare în aer liber, șah, table, rummy;
- participarea la spectacole: teatru, concerte;
- vizionarea filmelor;
- cultivarea unor pasiuni: apicultură, pescuit, creșterea porumbeilor, electronică, bricolaj, pictură, desen, muzică, dans, astronomie de amatori, radioamatorism;
- drumeții și ieșiri în aer liber, înot, grătar, băi de soare;
- participări la dezbateri, șuete, șezători;

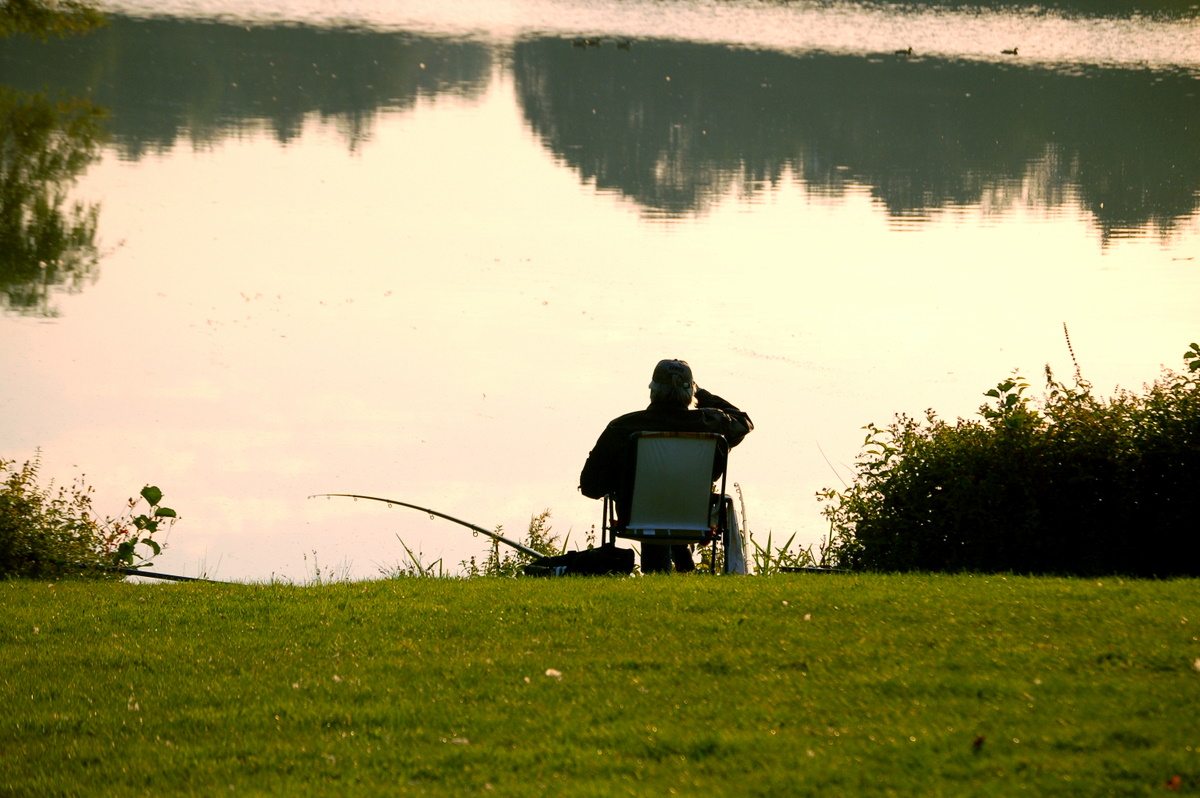
La pescuit

- shopping, petrecerea timpului liber în baruri, restaurante, centre comerciale, jocuri de noroc, discoteci, înfrumusețare, masaj;
- joacă sau petrecerea timpului într-un parc de distracții;
- vizite la prieteni, rude;
- învățarea unei limbi străine, mersul la bibliotecă, lectură;
- activități caritabile: ajutarea celor nevoiași, în scopuri ecologice.

## Beneficiul activităților recreative
Activitățile recreative produc scurte perioade de libertate când există posibilitatea de a dezvolta funcții psihice și intelectuale diverse: creativitatea, imaginația, simțul ludic, acumularea de cunoștințe și deprinderi, afectivitatea, realizarea propriile vise și planuri. Ieșirea din rutină este foarte benefică atât pentru psihic cât și pentru trup: rutina obligă la folosirea anumitor organe, funcții, părți ale corpului, în mod excesiv, în timp ce odihna activă are rolul de a readuce echilibrul fiziologic, metabolic și psiho-emoțional. 
De asemenea, recreerea ajută pe plan social prin intrarea în contact cu alte persoane, dobândirea de noi prieteni și cunoscuți, precum și  în comunicare.